# Баркер, Боб
Роберт Уильям Баркер (англ. Robert William Barker; 12 декабря 1923 — 26 августа 2023) — американский телеведущий, ведущий телевизионных игровых шоу и защитник прав животных.

## Биография
Роберт Уильям Баркер родился 12 декабря 1923 года в Даррингтоне, штат Вашингтон. Отец Баркера умер, когда он был совсем маленьким, и до восьмого класса он жил со своей матерью, Матильдой, учительницей, в индейской резервации Роузбад в Мишн, Южная Дакота. Когда Матильда снова вышла замуж, семья переехала в Спрингфилд, штат Миссури.
Поступил в спрингфилдский колледж Друри (ныне Университет Друри), на баскетбольную секцию с получением спортивной стипендией. Поступил на военную службу в 1943 году в разгар Второй Мировой войны, чтобы пройти подготовку в качестве пилота истребителя, но на действительной службе не служил. Во время отпуска из армии женился на Дороти Джо, с которой познакомился в 15 лет на концерте    Эллы Фицджеральд. После войны он вернулся в Друри, чтобы завершить свое образование и окончил университет со степенью в области экономики.

## Карьера
Во время учёбы в колледже в Друри, Баркер работал на радиостанции в городе Спрингфилд. В 1950 году переехал в Калифорнию для развития своей карьеры в роли телеведущего. У него была своя собственная радиопередача The Bob Barker Show, которая вещала в течение шести лет.

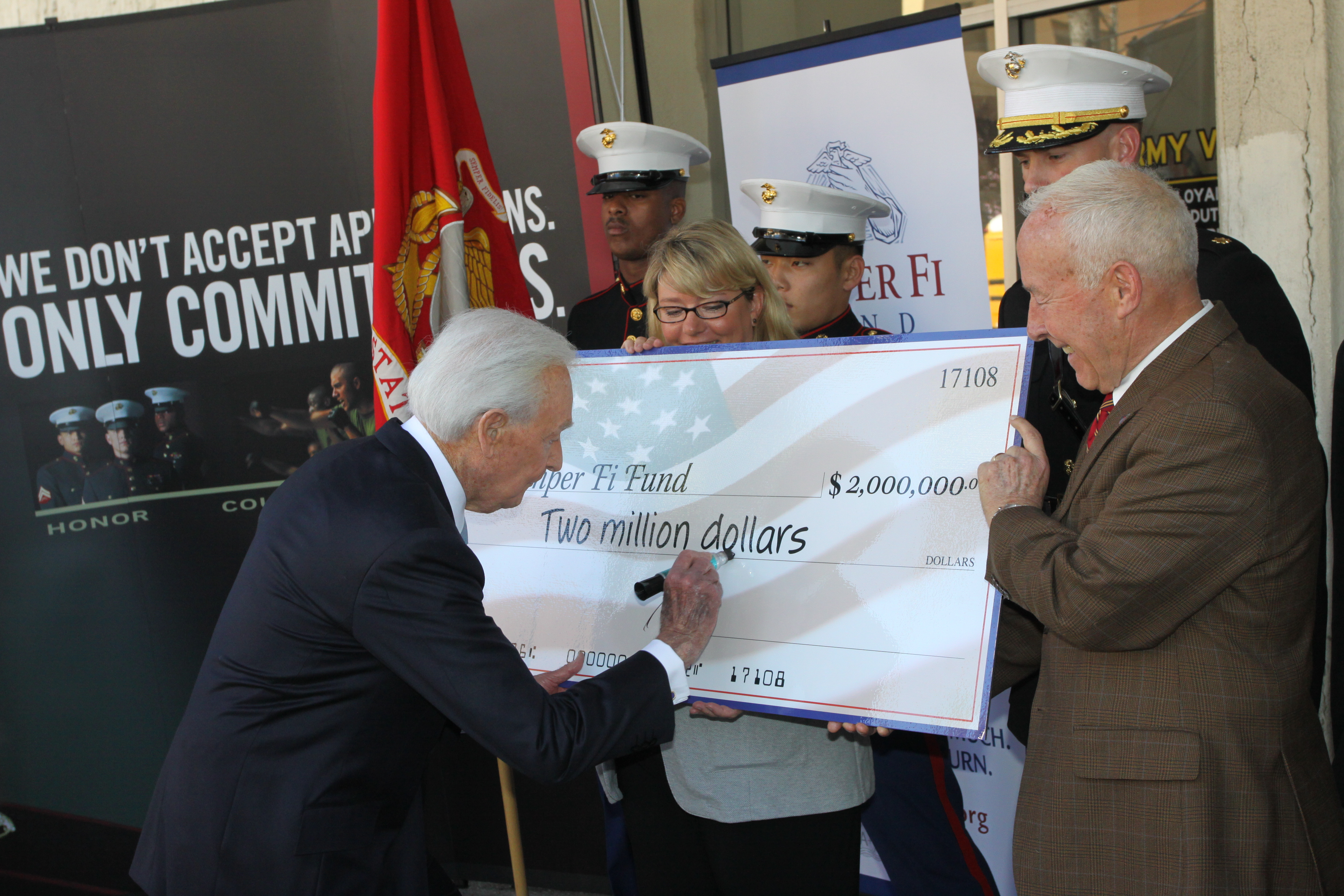
Баркер подписывает чек на 2 миллиона долларов для Корпуса морской пехоты США в 2011 году.

В начале 1972 года, Марк Гудсон и Билл Тодман начали продавать право на радиостанции игровое шоу «Новая цена — верная» с ведущим Дэннисом Джеймсом. CBS проявила интерес, но при одном условии: вместо Джеймса должен быть Баркер. После некоторого сопротивления Баркеру предложили стать ведущим другого предстоящего игрового шоу на телеканале CBS — The Joker’s Wild, чтобы позволить Джеймсу вести Price, но CBS отклонил это предложение.
4 сентября 1972 года Баркер начал вести возрождённое игровое телешоу The Price Is Right.
31 октября 2006 года, Баркер заявил о том, что он уходит в отставку с шоу The Price Is Right в июне 2007 года. Он записал свой последний эпизод 6 июня 2007 года, а 15 июня шоу вышло в эфир дважды.
Скончался утром 26 августа 2023 года в своём доме в Лос-Анджелесе на 100-м году жизни. Он был похоронен на кладбище Голливуд-Хиллз, где была похоронена его жена.